# Eric Tysklind
Eric Johan Tysklind, född 3 april 1886 i Sandviken, död 10 maj 1972 i Stockholm, var en svensk ingenjör och företagare.
Eric Tysklind var son till klensmedsförmannen Theodor Tysklind och Mathilda Erika Gauffin. Tretton år gammal började han arbeta vid Sandvikens järnverk och blev 1902 ordinarie stålprovare vid bessemer- och martinverken där. Han genomgick Falu bergsskola 1907–1908, varefter han erhöll anställning som kemist vid Hallstahammars bruk. Efter ett år befordrades han till driftsingenjör. I denna tjänst kvarblev han till 1912, då han överflyttade till Hagfors järnverk i Värmland, tillhörigt Uddeholms AB. Där sysslade han särskilt med uppmontering av elektriska masugnar. Tysklind emigrerade 1916 till Brasilien, där han till och med 1918 var VD vid järnverket Usima Ferrum i Rio de Janeiro. Samtidigt företog han undersökningar av malmfyndigheterna i Minas Gerais och åtog sig anläggningen av ett elektriskt stålgjuteri, Fabrica de Ago i São Paulo, för vilket han var VD till 1925, då företaget såldes till AB Gasaccumulator i Stockholm, som betydligt utökade driften. Från 1926 var han VD både för Fabrica de Ago och Compania Aga Paulista. Tysklind deltog även i grundandet av ett brasilianskt företag för tillverkning och reparation av järnvägsmateriel. Tysklind gjorde en betydelsefull insats för den brasilianska järnindustrins utveckling. Samtidigt var han ett stöd för de svenska emigranterna i området, bland annat som ordförande i Skandinaviska föreningen i São Paulo.